# Luis Pedraza
Luis Francisco Pedraza Espejo (Curacaví, 15 de febrero de 1985), conocido artísticamente como Pedraza y popularmente como Toco toco, es un cantante, compositor y productor chileno.
Alcanzó notoriedad nacional primero como participante del programa de talentos juvenil Rojo Fama Contrafama, donde se posicionó como uno de sus integrantes más emblemáticos. Tras su alejamiento del mismo y años dedicado a la iglesia, volvió a la notoriedad como participante de The Voice Chile, donde se convirtió en ganador en su primera temporada en 2015, apadrinado por la cantautora chilena Nicole y ganó por voto del público.
Es un cantante exitoso que ha logrado llevar su voz a otros países, mostrando su talento y calidad artística. Destaca como un exponente del gran talento chileno.

## Biografía
Es hijo de Jacqueline Espejo Montenegro y Luis Pedraza Abarca. 
En 2003 ingresó como participante en el programa de telerrealidad chileno de canto y baile Rojo, donde obtuvo el segundo lugar en la tercera generación. Por su condición de finalista, participó en el Gran Rojo, donde obtuvo el 4°to lugar y permaneciendo en el programa como parte del Clan Rojo durante el 2004 y parte del 2005, abandonando el programa a mediados de ese año. Tras su alejamiento, se convirtió al Protestantismo y se hizo Pastor junto con su esposa del Centro Cristiano Amor en Acción durante siete años, también se ha dedicado a la música cristiana. En 2006, participó en el concierto y posterior álbum Alegría, grabado en vivo en Arena Santiago del artista Marcos Witt, interpretando dos canciones.
En 2015 participó en el programa The Voice Chile emitido por Canal 13. El 7 de junio de 2015 en su primer programa, interpretó Demolición de Miley Cyrus en su versión en español. Los músicos Nicole y Álvaro López lo quisieron en su equipo, pero Pedraza optó por estar en el equipo de Nicole. Fue premiado con el primer lugar de la competencia y la grabación de un CD por Universal. Otros temas que interpretó en el programa fueron Niña, Cuando nadie me ve, Incondicionalmente, Oye, Corazón elástico, también las canciones Nothing compares 2 U con Nicole y Groove Is in the Heart con Nicole y Martina Petric.
A finales de 2016, se presentó en la obertura de la Teletón 2016 junto con Camila Gallardo interpretando la canción «Alas», de la serie musical de Disney Soy Luna. 
Además, Luis participó en la edición 2020 del Festival de Las Condes como artista invitado en la presentación del cantante venezolano José Luis "Puma" Rodríguez, quien también lo apadrinó y lo llamó con su nuevo nombre artístico: Pedraza. Dos años después, regresó como invitado en el mismo festival, esta vez, en la presentación de la cantante mexicana Yuri, ambos cantaron el tema «Ya no vives en mí». 
Un año después, participó en el programa de talentos mixtos mexicano El retador, en donde participó como aspirante a retador en la categoría Canto e interpretó la icónica canción del recordado cantante mexicano José José, «El triste»; en dedicatoria a su hermano Diego y al autor de esta canción, Roberto Cantoral, quien además fue padre de la actriz y jurado del programa, Itatí Cantoral. 

## Vida privada
En 2014 superó un cáncer. Contrajo matrimonio con Lobelin Freeman Álvarez, que al tiempo finalizó su matrimonio y en común tienen dos hijos: Gabriel (2011) y Alonso (2015).

## Discografía

### Álbumes de estudio
- 2004 Vamos pa'elante
- 2011 Me llamaste
- 2016 Luis Pedraza
- 2020 Capítulo 1

### Participaciones
- 2004 El día más hermoso
- 2006 Alegría - Marcos Witt